# 虎関師錬
虎関師錬（こかんしれん）は、鎌倉時代後期から南北朝時代にかけての臨済宗の僧。諱は師錬、字は虎関。父は藤原左金吾校尉で、母は源氏。玄恵の兄弟とする説もある。京都の出身。諡号は本覚国師。漢詩・漢文に優れ、五山文学の代表者の一人である。

## 生涯
弘安8年（1285年）、8歳で臨済宗聖一派東山湛照に師事して参禅し、弘安10年（1287年）に比叡山にて受戒。正応4年（1291年）、師を失った後は南禅寺の規庵祖円や円覚寺の桃渓徳悟らについて修行したが、この間、菅原在輔から『文選』を、六条有房から『易学』を学ぶなど自らの研鑚に努め、該博な知識を得た。その後、円覚寺の無為昭元（むいしょうげん）や建長寺の約翁徳倹（やくおうとっけん）の会下に入る一方、仁和寺・醍醐寺で密教を学んでいる。徳治3年（1308年）、鎌倉に下向して建長寺の一山一寧を訪れた時、本朝の名僧の事績について尋ねられ、満足に応えられなかったことをきっかけとして、元亨2年（1322年）に白河済北庵で『元亨釈書』を著した。
延元3年/建武5年（1338年）3月に東福寺住持を退いて、翌延元4年/暦応2年（1339年）3月に南禅寺住持となったが、興国2年/暦応4年（1341年）1月これを辞して東福寺海蔵院に退き、海蔵和尚とも呼ばれた。興国3年/康永元年（1342年）後村上天皇から国師号を賜る。興国7年/貞和2年（1346年）2月、近衛基嗣の寄進によって城北柏野に楞伽寺（りょうがじ）を興したが、7月24日に海蔵院にて寂した。享年69。
著作に『元亨釈書』の他、『楞伽経』の注釈『仏語心論』、詩文集『済北集』、語録『十禅支録』、日本最初の韻書『聚分韻略』などがある。